# Al-Kámil egyiptomi szultán
Al-Kámil, a keresztesek között használatos nevén Meledin (1177 – 1238. március 6.) egyiptomi szultán 1218-tól haláláig.
Az Ajjúbidák családjából származott, I. al-Ádil egyiptomi szultán fia, illetve Szaladin szultán unokaöccse volt. 1218-ban, apja halála után lépett trónra. Uralma alatt zajlott az ötödik keresztes hadjárat, mely az al-Kámil vezette muszlim szövetség győzelmével ért véget. 1229-ben szerződést kötött II. Frigyes német-római császárral, ennek értelmében a szent helyeket átengedte a keresztényeknek.